# ...Happily Ever After
...Happily Ever After è una compilation della band inglese The Cure, pubblicata l'8 settembre 1981.

## Descrizione
Questo disco è un'uscita un po' a parte nella discografia dei Cure, in quanto è una compilation pensata esclusivamente per il mercato statunitense, che include nella loro interezza i due album Seventeen Seconds e Faith in un doppio LP. La motivazione di quest'operazione viene dal fatto che questi due dischi nelle loro pubblicazioni originali (rispettivamente 1980 e 1981) non erano disponibili sul suolo americano e dunque non c'era modo per i fan oltreoceano di ascoltarli.

## Tracce

### LP1:Seventeen Seconds
1. A Reflection – 2:09
2. Play for Today – 3:39
3. Secrets – 3:19
4. In Your House – 4:06
5. Three – 2:36
6. The Final Sound – 0:52
7. A Forest – 5:55
8. M – 3:03
9. At Night – 5:54
10. Seventeen Seconds – 4:01

### LP2:Faith
1. The Holy Hour – 4:25
2. Primary – 3:35
3. Other Voices – 4:28
4. All Cats Are Grey – 5:28
5. The Funeral Party – 4:14
6. Doubt – 3:11
7. The Drowning Man – 4:50
8. Faith – 6:43